# Кретов, Алексей Александрович
Алексе́й Алекса́ндрович Кре́тов (род. 29 августа 1952, Москва) — российский лингвист, доктор филологических наук, профессор, заведующий кафедрой теоретической и прикладной лингвистики, директор научно-методического центра по компьютерной лингвистике ВГУ.

## Биография
Алексей Александрович Кретов родился в 1952 году.
В 1974 году окончил филологический факультет Воронежского университета.
В 1980 году защитил кандидатскую диссертацию в альма-матер, в 1994 году в МГУ защитил докторскую диссертацию, в 1995 году ему присвоено звание профессора.
С 2002 по 2018 год заведовал кафедрой теоретической и прикладной лингвистики факультета РГФ ВГУ. С 1998 года возглавляет научно-методический центр по компьютерной лингвистике Воронежского государственного университета, с 2001 года является главным редактором научного журнала «Вестник ВГУ. Серия: Лингвистика и межкультурная коммуникация».
С 2011 — председатель диссертационного совета Д 212.038.07 по специальностям: 10.02.19 — теория языка (филол. науки); 10.02.01 — русский язык (филол. науки).

## Основные направления научной деятельности
- фонетика русского языка
- морфемика, морфонология и словообразование русского языка,
- общая лексикология,
- лексикография,
- этимология,
- индоевропеистика,
- лингвистическая прогностика (основанное А. А. Кретовым новое научное направление в языкознании)[4],
- корпусная лингвистика,
- точные методы исследования языков и текстов, включая маркемологию  — новое направление в цифровых гуманитарных науках, основанное А. А. Кретовым в соавторстве с А. А. Фаустовым[5].

### Наиболее значимые публикации
- «Съедобное-несъедобное», или криптоклассы русских существительных // Lingvistica Silesiana. — Warszawa, 1992. — Vol.14. — С. 103—114.
- Комплексная методика компонентного анализа ЛСВ // Матеріали міжнародноi науковоi конференцii «Семантика мови i тексту» 13-15 жовтня 1993 року. Частина 1. Iвано-Франківськ, 1993. — С. 151—152.
- Слоговая природа русской фонемы // Филол. зап. — Воронеж, 1996. — Вып. 7. — С. 98-118. — В соавт. с З. Д. Поповой.
- Обратный частотный словарь поэтических произведений А. В. Кольцова .— Воронеж, 1997 .— 159 с. — В соавт. с Р. К. Кавецкой.
- Морфемно-морфонологический словарь языка А. С. Пушкина. — Воронеж: Центр.-Чернозем. кн. изд-во, 1999. — 208 с. — В соавт. с Л. Н. Матыциной.
- Фонема: аксиоматика и выводы // Вестник ВГУ. Серия: Лингвистика и межкультурная коммуникация, 2001, № 2.
- Теоретические и практические аспекты создания морфемного словаря // Вестник ВГУ. Серия: Лингвистика и межкультурная коммуникация, 2002, № 2.
- Теория языковой категоризации : Национальное языковое сознание сквозь призму криптокласса. — Воронеж. Межрегион. ин-т обществ. наук .— Воронеж : Воронеж. гос. ун-т, 2003 . В соавт. с О. О. Борискиной.
- Корпус параллельных текстов: архитектура и возможности использования // Национальный корпус русского языка: 2003—2005. М.: Индрик, 2005. В соавт. с Добровольским Д. О. и Шаровым С. А.
- Основы лексико-семантической прогностики.— Воронеж : Изд-во Воронеж. гос. ун-та, 2006 .— 390 с. — (Библиотека лингвистической прогностики ; Т.1) .
- Македонский словарь омонимов с русскими толкованиями. — Воронеж, 2008.
- Анализ семантических помет в НКРЯ // Национальный корпус русского языка : 2006—2008. Новые результаты и перспективы. / Отв. ред. В. А. Плунгян. — СПб.: Нестор-История, 2009.
- О лексико-семантическом инварианте и его роли в организации словаря // Вестник ВГУ. Серия: Лингвистика и межкультурная коммуникация, 2008, № 3. В соавт. с Е. Н. Подтележниковой.
- Славянские этимологии. — Воронеж : Изд-во Воронеж. гос. ун-та, 2009. — 362 с.
- Общая лексикология : учебное пособие. — Воронеж : Воронеж. гос. ун-т, 2009. В соавт. с Е. Н. Подтележниковой.
- Единство Европы по данным лексики : монография / А. А. Кретов, О. М. Воевудская, И. А. Меркулова, В. Т. Титов. — Воронеж : Издательский дом ВГУ, 2016. — 412 с.
- Системная русская фонемология : монография / А. А. Кретов ; Воронежский государственный университет. — Воронеж : Издательский дом ВГУ, 2020. — 198 с. — (Серия «Системная русская лингвистика» ; Т. 1). ISBN 978-5-9273-3076-8